# Крис Џек
Крис Џек (енгл. Chris Jack; 5. септембар 1978) је професионални новозеландски рагбиста који тренутно игра за јапански рагби јунион тим Кајден Волтекс.

## Биографија
Висок 202цм и тежак 112кг, Крис Џек игра на позицији број 4 - скакач у другој линији (енгл. Lock). Крис Џек је одиграо 110 утакмица за највећи рагби клуб на свету - Крусејдерси. Две године је наступао за премијерлигаша - Сараценс. 2012. Џек потписује за јапански клуб Кајден Волтекс. Дебитовао је за "Ол Блексе" против Аргентине 2001. и играо је за репрезентацију до 2007. Крис Џек је за рагби јунион репрезентацију Новог Зеланда одиграо 67 тест мечева и постигао 5 есеја. 2002. Крис Џек је проглашен за најбољег новозеландског рагбисту по избору навијача.